# 扎布切 (戈羅霍夫區)
50°29′13″N 25°8′19″E / 50.48694°N 25.13861°E
扎布切（烏克蘭語：Жабче），是烏克蘭的村落，位於該國西部沃倫州，由盧茨克區負責管轄，面積9.85平方公里，海拔高度235米，2001年人口429，人口密度每平方公里43.55人。